# Сентрал-Сіті (Арканзас)
Сентрал-Сіті (англ. Central City) — місто (англ. town) в США, в окрузі Себастьян штату Арканзас. Населення — 461 особа (2020).

## Географія
Сентрал-Сіті розташований на висоті 134 метра над рівнем моря за координатами 35°20′11″ пн. ш. 94°14′17″ зх. д. / 35.33639° пн. ш. 94.23806° зх. д. (35.336381, -94.238041). За даними Бюро перепису населення США в 2010 році місто мало площу 5,95 км², з яких 5,81 км² — суходіл та 0,14 км² — водойми.

## Демографія
Згідно з переписом 2010 року, у місті мешкали 502 особи в 216 домогосподарствах у складі 150 родин. Густота населення становила 84 особи/км². Було 237 помешкань (40/км²).
Расовий склад населення:
| - 91,0 % — білих - 2,6 % — корінних американців - 2,2 % — чорних або афроамериканців - 0,2 % — азіатів |

До двох чи більше рас належало 3,6 %. Іспаномовні складали 3,2 % від усіх жителів.
За віковим діапазоном населення розподілялося таким чином: 19,7 % — особи молодші 18 років, 63,0 % — особи у віці 18—64 років, 17,3 % — особи у віці 65 років та старші. Медіана віку мешканця становила 45,3 року. На 100 осіб жіночої статі у місті припадало 90,2 чоловіків; на 100 жінок у віці від 18 років та старших — 100,5 чоловіків також старших 18 років.
Середній дохід на одне домашнє господарство становив 54 862 долари США (медіана — 37 875), а середній дохід на одну сім'ю — 60 453 долари (медіана — 50 139). За межею бідності перебувало 13,5 % осіб, у тому числі 23,8 % дітей у віці до 18 років та 3,3 % осіб у віці 65 років та старших.
Цивільне працевлаштоване населення становило 234 особи. Основні галузі зайнятості: освіта, охорона здоров'я та соціальна допомога — 20,9 %, роздрібна торгівля — 15,0 %, виробництво — 12,4 %, будівництво — 10,7 %.
За даними перепису населення 2000 року в Сентрал-Сіті проживало 531 особа, 166 сімей, налічувалося 216 домашніх господарств і 227 житлових будинків. Середня густота населення становила близько 94,8 осіб на один квадратний кілометр. Расовий склад Сентрал-Сіті за даними перепису розподілився таким чином: 96,23 % білих, 1,51 % — чорних або афроамериканців, 1,32 % — представників змішаних рас, 0,94 % — інших народів. Іспаномовні склали 1,69 % від усіх жителів міста.
З 216 домашніх господарств в 26,4 % — виховували дітей віком до 18 років, 66,2 % представляли собою подружні пари, які спільно проживали, в 8,8 % сімей жінки проживали без чоловіків, 23,1 % не мали сімей. 21,8 % від загального числа сімей на момент перепису жили самостійно, при цьому 7,4 % склали самотні літні люди у віці 65 років та старше. Середній розмір домашнього господарства склав 2,42 особи, а середній розмір родини — 2,81 особи.
Населення міста за віковим діапазоном за даними перепису 2000 року розподілилося таким чином: 20,3 % — жителі молодше 18 років, 7,2 % — між 18 і 24 роками, 27,3 % — від 25 до 44 років, 31,3 % — від 45 до 64 років і 13,9 % — у віці 65 років та старше. Середній вік мешканця склав 41 рік. На кожні 100 жінок в Сентрал-Сіті припадало 93,8 чоловіків, у віці від 18 років та старше — 91,4 чоловіків також старше 18 років.
Середній дохід на одне домашнє господарство в місті склав 38 173 долара США, а середній дохід на одну сім'ю — 43 958 доларів. При цьому чоловіки мали середній дохід в 31 964 долара США на рік проти 20 875 доларів середньорічного доходу у жінок. Дохід на душу населення в місті склав 15 892 долари на рік. 7,8 % від усього числа сімей в окрузі і 15,8 % від усієї чисельності населення перебувало на момент перепису населення за межею бідності, при цьому 20,3 % з них були молодші 18 років і 7,9 % — у віці 65 років та старше.